# یامان اوکای
یامان اوکای (ترکی استانبولی: Yaman Okay؛ ۱۹۵۱ – ۱۹ فوریه ۱۹۹۳) هنرپیشه اهل ترکیه بود.
از فیلم‌ها یا برنامه‌های تلویزیونی که وی در آن نقش داشته‌است می‌توان به ۴۰ مترمربع از آلمان، سفر امید، گله، و قربانی اشاره کرد.